# Lista di asteroidi (97001-98000)
Di seguito una lista di asteroidi dal numero 97001 al 98000 con data di scoperta e scopritore.

## 97001-97100
| Nome       | Designazione provvisoria | Data di scoperta | Scopritore           |
| ---------- | ------------------------ | ---------------- | -------------------- |
| 97001 -    | 1999 TW238               | 4 ottobre 1999   | CSS                  |
| 97002 -    | 1999 TX240               | 4 ottobre 1999   | CSS                  |
| 97003 -    | 1999 TZ240               | 4 ottobre 1999   | CSS                  |
| 97004 -    | 1999 TS241               | 4 ottobre 1999   | CSS                  |
| 97005 -    | 1999 TT243               | 6 ottobre 1999   | LINEAR               |
| 97006 -    | 1999 TS246               | 6 ottobre 1999   | LINEAR               |
| 97007 -    | 1999 TU250               | 9 ottobre 1999   | CSS                  |
| 97008 -    | 1999 TX251               | 8 ottobre 1999   | LINEAR               |
| 97009 -    | 1999 TN253               | 10 ottobre 1999  | Spacewatch           |
| 97010 -    | 1999 TK256               | 9 ottobre 1999   | LINEAR               |
| 97011 -    | 1999 TS256               | 9 ottobre 1999   | LINEAR               |
| 97012 -    | 1999 TC260               | 13 ottobre 1999  | LINEAR               |
| 97013 -    | 1999 TJ260               | 10 ottobre 1999  | LINEAR               |
| 97014 -    | 1999 TV260               | 12 ottobre 1999  | LINEAR               |
| 97015 -    | 1999 TR262               | 14 ottobre 1999  | LINEAR               |
| 97016 -    | 1999 TS262               | 14 ottobre 1999  | LINEAR               |
| 97017 -    | 1999 TJ263               | 15 ottobre 1999  | Spacewatch           |
| 97018 -    | 1999 TB271               | 3 ottobre 1999   | LINEAR               |
| 97019 -    | 1999 TW274               | 6 ottobre 1999   | LINEAR               |
| 97020 -    | 1999 TX278               | 6 ottobre 1999   | LINEAR               |
| 97021 -    | 1999 TJ279               | 7 ottobre 1999   | LINEAR               |
| 97022 -    | 1999 TT279               | 7 ottobre 1999   | LINEAR               |
| 97023 -    | 1999 TZ280               | 8 ottobre 1999   | LINEAR               |
| 97024 -    | 1999 TS283               | 9 ottobre 1999   | LINEAR               |
| 97025 -    | 1999 TK284               | 9 ottobre 1999   | LINEAR               |
| 97026 -    | 1999 TF287               | 10 ottobre 1999  | LINEAR               |
| 97027 -    | 1999 TJ289               | 10 ottobre 1999  | LINEAR               |
| 97028 -    | 1999 TA292               | 11 ottobre 1999  | LINEAR               |
| 97029 -    | 1999 TT323               | 14 ottobre 1999  | LINEAR               |
| 97030 -    | 1999 UA2                 | 18 ottobre 1999  | Olathe               |
| 97031 -    | 1999 UW2                 | 19 ottobre 1999  | C. W. Juels          |
| 97032 -    | 1999 UL3                 | 20 ottobre 1999  | T. Urata             |
| 97033 -    | 1999 UW3                 | 31 ottobre 1999  | P. G. Comba          |
| 97034 -    | 1999 UK7                 | 30 ottobre 1999  | LINEAR               |
| 97035 -    | 1999 UB8                 | 29 ottobre 1999  | CSS                  |
| 97036 -    | 1999 UR8                 | 29 ottobre 1999  | CSS                  |
| 97037 -    | 1999 US8                 | 29 ottobre 1999  | CSS                  |
| 97038 -    | 1999 UX14                | 29 ottobre 1999  | CSS                  |
| 97039 -    | 1999 UB15                | 29 ottobre 1999  | CSS                  |
| 97040 -    | 1999 UJ15                | 29 ottobre 1999  | CSS                  |
| 97041 -    | 1999 UT15                | 29 ottobre 1999  | CSS                  |
| 97042 -    | 1999 UM19                | 30 ottobre 1999  | Spacewatch           |
| 97043 -    | 1999 UE24                | 28 ottobre 1999  | CSS                  |
| 97044 -    | 1999 UL26                | 30 ottobre 1999  | CSS                  |
| 97045 -    | 1999 UY29                | 31 ottobre 1999  | Spacewatch           |
| 97046 -    | 1999 UF30                | 31 ottobre 1999  | Spacewatch           |
| 97047 -    | 1999 UN35                | 31 ottobre 1999  | CSS                  |
| 97048 -    | 1999 US42                | 28 ottobre 1999  | CSS                  |
| 97049 -    | 1999 UK44                | 29 ottobre 1999  | CSS                  |
| 97050 -    | 1999 UD45                | 31 ottobre 1999  | CSS                  |
| 97051 -    | 1999 UO49                | 30 ottobre 1999  | CSS                  |
| 97052 -    | 1999 UV49                | 30 ottobre 1999  | CSS                  |
| 97053 -    | 1999 UY49                | 30 ottobre 1999  | CSS                  |
| 97054 -    | 1999 UO50                | 30 ottobre 1999  | CSS                  |
| 97055 -    | 1999 UE52                | 31 ottobre 1999  | CSS                  |
| 97056 -    | 1999 UL52                | 31 ottobre 1999  | CSS                  |
| 97057 -    | 1999 UY52                | 31 ottobre 1999  | CSS                  |
| 97058 -    | 1999 UA59                | 30 ottobre 1999  | LONEOS               |
| 97059 -    | 1999 VU3                 | 1 novembre 1999  | Spacewatch           |
| 97060 -    | 1999 VF4                 | 1 novembre 1999  | CSS                  |
| 97061 -    | 1999 VE5                 | 5 novembre 1999  | K. Korlević          |
| 97062 -    | 1999 VZ5                 | 5 novembre 1999  | T. Kobayashi         |
| 97063 -    | 1999 VK14                | 2 novembre 1999  | LINEAR               |
| 97064 -    | 1999 VF16                | 2 novembre 1999  | Spacewatch           |
| 97065 -    | 1999 VV20                | 9 novembre 1999  | Y. Shimizu, T. Urata |
| 97066 -    | 1999 VC21                | 13 novembre 1999 | Farra d'Isonzo       |
| 97067 -    | 1999 VL21                | 12 novembre 1999 | K. Korlević          |
| 97068 -    | 1999 VT21                | 12 novembre 1999 | K. Korlević          |
| 97069 Stek | 1999 VB23                | 12 novembre 1999 | S. Sposetti          |
| 97070 -    | 1999 VK26                | 3 novembre 1999  | LINEAR               |
| 97071 -    | 1999 VO27                | 3 novembre 1999  | CSS                  |
| 97072 -    | 1999 VU27                | 3 novembre 1999  | CSS                  |
| 97073 -    | 1999 VW28                | 3 novembre 1999  | LINEAR               |
| 97074 -    | 1999 VR30                | 3 novembre 1999  | LINEAR               |
| 97075 -    | 1999 VF32                | 3 novembre 1999  | LINEAR               |
| 97076 -    | 1999 VT32                | 3 novembre 1999  | LINEAR               |
| 97077 -    | 1999 VG33                | 3 novembre 1999  | LINEAR               |
| 97078 -    | 1999 VS33                | 3 novembre 1999  | LINEAR               |
| 97079 -    | 1999 VO36                | 3 novembre 1999  | LINEAR               |
| 97080 -    | 1999 VZ36                | 3 novembre 1999  | LINEAR               |
| 97081 -    | 1999 VW38                | 10 novembre 1999 | LINEAR               |
| 97082 -    | 1999 VW39                | 11 novembre 1999 | Spacewatch           |
| 97083 -    | 1999 VS44                | 4 novembre 1999  | CSS                  |
| 97084 -    | 1999 VJ45                | 4 novembre 1999  | CSS                  |
| 97085 -    | 1999 VM47                | 3 novembre 1999  | LINEAR               |
| 97086 -    | 1999 VH49                | 3 novembre 1999  | LINEAR               |
| 97087 -    | 1999 VQ50                | 3 novembre 1999  | LINEAR               |
| 97088 -    | 1999 VC54                | 4 novembre 1999  | LINEAR               |
| 97089 -    | 1999 VY56                | 4 novembre 1999  | LINEAR               |
| 97090 -    | 1999 VM57                | 4 novembre 1999  | LINEAR               |
| 97091 -    | 1999 VF59                | 4 novembre 1999  | LINEAR               |
| 97092 -    | 1999 VP59                | 4 novembre 1999  | LINEAR               |
| 97093 -    | 1999 VQ59                | 4 novembre 1999  | LINEAR               |
| 97094 -    | 1999 VZ59                | 4 novembre 1999  | LINEAR               |
| 97095 -    | 1999 VA61                | 4 novembre 1999  | LINEAR               |
| 97096 -    | 1999 VC61                | 4 novembre 1999  | LINEAR               |
| 97097 -    | 1999 VD65                | 4 novembre 1999  | LINEAR               |
| 97098 -    | 1999 VF66                | 4 novembre 1999  | LINEAR               |
| 97099 -    | 1999 VN67                | 4 novembre 1999  | LINEAR               |
| 97100 -    | 1999 VP67                | 4 novembre 1999  | LINEAR               |

## 97101-97200
| Nome       | Designazione provvisoria | Data di scoperta | Scopritore                  |
| ---------- | ------------------------ | ---------------- | --------------------------- |
| 97101 -    | 1999 VU67                | 4 novembre 1999  | LINEAR                      |
| 97102 -    | 1999 VY69                | 4 novembre 1999  | LINEAR                      |
| 97103 -    | 1999 VB70                | 4 novembre 1999  | LINEAR                      |
| 97104 -    | 1999 VM71                | 4 novembre 1999  | LINEAR                      |
| 97105 -    | 1999 VP71                | 4 novembre 1999  | LINEAR                      |
| 97106 -    | 1999 VU71                | 4 novembre 1999  | LINEAR                      |
| 97107 -    | 1999 VC74                | 4 novembre 1999  | Spacewatch                  |
| 97108 -    | 1999 VM78                | 4 novembre 1999  | LINEAR                      |
| 97109 -    | 1999 VD79                | 4 novembre 1999  | LINEAR                      |
| 97110 -    | 1999 VB82                | 5 novembre 1999  | LINEAR                      |
| 97111 -    | 1999 VJ83                | 1 novembre 1999  | Spacewatch                  |
| 97112 -    | 1999 VW83                | 3 novembre 1999  | Spacewatch                  |
| 97113 -    | 1999 VM86                | 5 novembre 1999  | LINEAR                      |
| 97114 -    | 1999 VK87                | 4 novembre 1999  | LINEAR                      |
| 97115 -    | 1999 VG90                | 5 novembre 1999  | LINEAR                      |
| 97116 -    | 1999 VJ90                | 5 novembre 1999  | LINEAR                      |
| 97117 -    | 1999 VJ94                | 9 novembre 1999  | LINEAR                      |
| 97118 -    | 1999 VS94                | 9 novembre 1999  | LINEAR                      |
| 97119 -    | 1999 VT94                | 9 novembre 1999  | LINEAR                      |
| 97120 -    | 1999 VX94                | 9 novembre 1999  | LINEAR                      |
| 97121 -    | 1999 VK97                | 9 novembre 1999  | LINEAR                      |
| 97122 -    | 1999 VM98                | 9 novembre 1999  | LINEAR                      |
| 97123 -    | 1999 VT98                | 9 novembre 1999  | LINEAR                      |
| 97124 -    | 1999 VD101               | 9 novembre 1999  | LINEAR                      |
| 97125 -    | 1999 VG102               | 9 novembre 1999  | LINEAR                      |
| 97126 -    | 1999 VR105               | 9 novembre 1999  | LINEAR                      |
| 97127 -    | 1999 VW107               | 9 novembre 1999  | LINEAR                      |
| 97128 -    | 1999 VH108               | 9 novembre 1999  | LINEAR                      |
| 97129 -    | 1999 VB110               | 9 novembre 1999  | LINEAR                      |
| 97130 -    | 1999 VN110               | 9 novembre 1999  | LINEAR                      |
| 97131 -    | 1999 VV111               | 9 novembre 1999  | LINEAR                      |
| 97132 -    | 1999 VQ114               | 9 novembre 1999  | CSS                         |
| 97133 -    | 1999 VF115               | 9 novembre 1999  | CSS                         |
| 97134 -    | 1999 VG115               | 9 novembre 1999  | CSS                         |
| 97135 -    | 1999 VJ115               | 9 novembre 1999  | CSS                         |
| 97136 -    | 1999 VW115               | 4 novembre 1999  | Spacewatch                  |
| 97137 -    | 1999 VW121               | 4 novembre 1999  | Spacewatch                  |
| 97138 -    | 1999 VX123               | 5 novembre 1999  | Spacewatch                  |
| 97139 -    | 1999 VA130               | 11 novembre 1999 | Spacewatch                  |
| 97140 -    | 1999 VX132               | 10 novembre 1999 | Spacewatch                  |
| 97141 -    | 1999 VT133               | 10 novembre 1999 | Spacewatch                  |
| 97142 -    | 1999 VJ141               | 10 novembre 1999 | Spacewatch                  |
| 97143 -    | 1999 VW142               | 13 novembre 1999 | Spacewatch                  |
| 97144 -    | 1999 VM143               | 14 novembre 1999 | LINEAR                      |
| 97145 -    | 1999 VX144               | 13 novembre 1999 | CSS                         |
| 97146 -    | 1999 VR147               | 14 novembre 1999 | LINEAR                      |
| 97147 -    | 1999 VY148               | 14 novembre 1999 | LINEAR                      |
| 97148 -    | 1999 VY151               | 9 novembre 1999  | Spacewatch                  |
| 97149 -    | 1999 VM155               | 15 novembre 1999 | Spacewatch                  |
| 97150 -    | 1999 VW156               | 12 novembre 1999 | LINEAR                      |
| 97151 -    | 1999 VA159               | 14 novembre 1999 | LINEAR                      |
| 97152 -    | 1999 VU160               | 14 novembre 1999 | LINEAR                      |
| 97153 -    | 1999 VR161               | 14 novembre 1999 | LINEAR                      |
| 97154 -    | 1999 VA162               | 14 novembre 1999 | LINEAR                      |
| 97155 -    | 1999 VE163               | 14 novembre 1999 | LINEAR                      |
| 97156 -    | 1999 VT163               | 14 novembre 1999 | LINEAR                      |
| 97157 -    | 1999 VP165               | 14 novembre 1999 | LINEAR                      |
| 97158 -    | 1999 VV166               | 14 novembre 1999 | LINEAR                      |
| 97159 -    | 1999 VP172               | 14 novembre 1999 | LINEAR                      |
| 97160 -    | 1999 VE182               | 9 novembre 1999  | LINEAR                      |
| 97161 -    | 1999 VV182               | 9 novembre 1999  | LINEAR                      |
| 97162 -    | 1999 VW184               | 15 novembre 1999 | LINEAR                      |
| 97163 -    | 1999 VO186               | 15 novembre 1999 | LINEAR                      |
| 97164 -    | 1999 VX186               | 15 novembre 1999 | LINEAR                      |
| 97165 -    | 1999 VG187               | 15 novembre 1999 | LINEAR                      |
| 97166 -    | 1999 VO187               | 15 novembre 1999 | LINEAR                      |
| 97167 -    | 1999 VG188               | 15 novembre 1999 | LINEAR                      |
| 97168 -    | 1999 VO188               | 15 novembre 1999 | LINEAR                      |
| 97169 -    | 1999 VZ192               | 1 novembre 1999  | LONEOS                      |
| 97170 -    | 1999 VP194               | 1 novembre 1999  | CSS                         |
| 97171 -    | 1999 VE195               | 3 novembre 1999  | CSS                         |
| 97172 -    | 1999 VM195               | 3 novembre 1999  | CSS                         |
| 97173 -    | 1999 VJ197               | 3 novembre 1999  | LONEOS                      |
| 97174 -    | 1999 VL199               | 2 novembre 1999  | CSS                         |
| 97175 -    | 1999 VT203               | 9 novembre 1999  | LONEOS                      |
| 97176 -    | 1999 VV210               | 13 novembre 1999 | CSS                         |
| 97177 -    | 1999 VG215               | 3 novembre 1999  | LINEAR                      |
| 97178 -    | 1999 VO216               | 3 novembre 1999  | LINEAR                      |
| 97179 -    | 1999 VF223               | 5 novembre 1999  | LINEAR                      |
| 97180 -    | 1999 VH224               | 5 novembre 1999  | LINEAR                      |
| 97181 -    | 1999 VV228               | 3 novembre 1999  | LINEAR                      |
| 97182 -    | 1999 WC                  | 16 novembre 1999 | J. E. McGaha                |
| 97183 -    | 1999 WR1                 | 25 novembre 1999 | K. Korlević                 |
| 97184 -    | 1999 WG3                 | 19 novembre 1999 | Uppsala-DLR Asteroid Survey |
| 97185 -    | 1999 WR4                 | 28 novembre 1999 | T. Kobayashi                |
| 97186 Tore | 1999 WP8                 | 28 novembre 1999 | S. Sposetti                 |
| 97187 -    | 1999 WL10                | 28 novembre 1999 | Spacewatch                  |
| 97188 -    | 1999 WG12                | 28 novembre 1999 | Spacewatch                  |
| 97189 -    | 1999 WV12                | 30 novembre 1999 | Spacewatch                  |
| 97190 -    | 1999 WY14                | 29 novembre 1999 | Spacewatch                  |
| 97191 -    | 1999 WD16                | 29 novembre 1999 | Spacewatch                  |
| 97192 -    | 1999 WT16                | 30 novembre 1999 | Spacewatch                  |
| 97193 -    | 1999 WV16                | 30 novembre 1999 | Spacewatch                  |
| 97194 -    | 1999 WR20                | 30 novembre 1999 | Spacewatch                  |
| 97195 -    | 1999 WC26                | 30 novembre 1999 | Spacewatch                  |
| 97196 -    | 1999 XR1                 | 3 dicembre 1999  | P. G. Comba                 |
| 97197 -    | 1999 XB3                 | 4 dicembre 1999  | CSS                         |
| 97198 -    | 1999 XJ3                 | 4 dicembre 1999  | CSS                         |
| 97199 -    | 1999 XD7                 | 4 dicembre 1999  | CSS                         |
| 97200 -    | 1999 XK8                 | 3 dicembre 1999  | T. Kobayashi                |

## 97201-97300
| Nome               | Designazione provvisoria | Data di scoperta | Scopritore   |
| ------------------ | ------------------------ | ---------------- | ------------ |
| 97201 -            | 1999 XQ8                 | 5 dicembre 1999  | LINEAR       |
| 97202 -            | 1999 XJ11                | 5 dicembre 1999  | CSS          |
| 97203 -            | 1999 XC15                | 6 dicembre 1999  | LINEAR       |
| 97204 -            | 1999 XC20                | 5 dicembre 1999  | LINEAR       |
| 97205 -            | 1999 XA22                | 5 dicembre 1999  | LINEAR       |
| 97206 -            | 1999 XE27                | 6 dicembre 1999  | LINEAR       |
| 97207 -            | 1999 XV30                | 6 dicembre 1999  | LINEAR       |
| 97208 -            | 1999 XK33                | 6 dicembre 1999  | LINEAR       |
| 97209 -            | 1999 XM36                | 7 dicembre 1999  | C. W. Juels  |
| 97210 -            | 1999 XX36                | 7 dicembre 1999  | C. W. Juels  |
| 97211 -            | 1999 XY36                | 7 dicembre 1999  | C. W. Juels  |
| 97212 -            | 1999 XT38                | 7 dicembre 1999  | Campo Catino |
| 97213 -            | 1999 XN40                | 7 dicembre 1999  | LINEAR       |
| 97214 -            | 1999 XW41                | 7 dicembre 1999  | LINEAR       |
| 97215 -            | 1999 XS45                | 7 dicembre 1999  | LINEAR       |
| 97216 -            | 1999 XW47                | 7 dicembre 1999  | LINEAR       |
| 97217 -            | 1999 XO48                | 7 dicembre 1999  | LINEAR       |
| 97218 -            | 1999 XS48                | 7 dicembre 1999  | LINEAR       |
| 97219 -            | 1999 XS49                | 7 dicembre 1999  | LINEAR       |
| 97220 -            | 1999 XW49                | 7 dicembre 1999  | LINEAR       |
| 97221 -            | 1999 XH50                | 7 dicembre 1999  | LINEAR       |
| 97222 -            | 1999 XK50                | 7 dicembre 1999  | LINEAR       |
| 97223 -            | 1999 XK51                | 7 dicembre 1999  | LINEAR       |
| 97224 -            | 1999 XG52                | 7 dicembre 1999  | LINEAR       |
| 97225 -            | 1999 XY53                | 7 dicembre 1999  | LINEAR       |
| 97226 -            | 1999 XC54                | 7 dicembre 1999  | LINEAR       |
| 97227 -            | 1999 XG54                | 7 dicembre 1999  | LINEAR       |
| 97228 -            | 1999 XW56                | 7 dicembre 1999  | LINEAR       |
| 97229 -            | 1999 XS57                | 7 dicembre 1999  | LINEAR       |
| 97230 -            | 1999 XE59                | 7 dicembre 1999  | LINEAR       |
| 97231 -            | 1999 XG60                | 7 dicembre 1999  | LINEAR       |
| 97232 -            | 1999 XO60                | 7 dicembre 1999  | LINEAR       |
| 97233 -            | 1999 XJ61                | 7 dicembre 1999  | LINEAR       |
| 97234 -            | 1999 XF62                | 7 dicembre 1999  | LINEAR       |
| 97235 -            | 1999 XO69                | 7 dicembre 1999  | LINEAR       |
| 97236 -            | 1999 XW75                | 7 dicembre 1999  | LINEAR       |
| 97237 -            | 1999 XT77                | 7 dicembre 1999  | LINEAR       |
| 97238 -            | 1999 XY79                | 7 dicembre 1999  | LINEAR       |
| 97239 -            | 1999 XP81                | 7 dicembre 1999  | LINEAR       |
| 97240 -            | 1999 XP84                | 7 dicembre 1999  | LINEAR       |
| 97241 -            | 1999 XR84                | 7 dicembre 1999  | LINEAR       |
| 97242 -            | 1999 XE88                | 7 dicembre 1999  | LINEAR       |
| 97243 -            | 1999 XG90                | 7 dicembre 1999  | LINEAR       |
| 97244 -            | 1999 XL90                | 7 dicembre 1999  | LINEAR       |
| 97245 -            | 1999 XW92                | 7 dicembre 1999  | LINEAR       |
| 97246 -            | 1999 XX93                | 7 dicembre 1999  | LINEAR       |
| 97247 -            | 1999 XC101               | 7 dicembre 1999  | LINEAR       |
| 97248 -            | 1999 XO106               | 4 dicembre 1999  | CSS          |
| 97249 -            | 1999 XT106               | 4 dicembre 1999  | CSS          |
| 97250 -            | 1999 XW107               | 4 dicembre 1999  | CSS          |
| 97251 -            | 1999 XX107               | 4 dicembre 1999  | CSS          |
| 97252 -            | 1999 XY107               | 4 dicembre 1999  | CSS          |
| 97253 -            | 1999 XT108               | 4 dicembre 1999  | CSS          |
| 97254 -            | 1999 XK112               | 10 dicembre 1999 | LINEAR       |
| 97255 -            | 1999 XS114               | 11 dicembre 1999 | LINEAR       |
| 97256 -            | 1999 XC115               | 11 dicembre 1999 | LINEAR       |
| 97257 -            | 1999 XE115               | 12 dicembre 1999 | LINEAR       |
| 97258 -            | 1999 XD116               | 5 dicembre 1999  | CSS          |
| 97259 -            | 1999 XF119               | 5 dicembre 1999  | CSS          |
| 97260 -            | 1999 XG119               | 5 dicembre 1999  | CSS          |
| 97261 -            | 1999 XT119               | 5 dicembre 1999  | CSS          |
| 97262 -            | 1999 XT121               | 6 dicembre 1999  | CSS          |
| 97263 -            | 1999 XC122               | 7 dicembre 1999  | CSS          |
| 97264 -            | 1999 XB125               | 7 dicembre 1999  | CSS          |
| 97265 -            | 1999 XM125               | 7 dicembre 1999  | CSS          |
| 97266 -            | 1999 XS126               | 7 dicembre 1999  | CSS          |
| 97267 -            | 1999 XC127               | 7 dicembre 1999  | CSS          |
| 97268 Serafinozani | 1999 XD127               | 7 dicembre 1999  | CSS          |
| 97269 -            | 1999 XB130               | 12 dicembre 1999 | LINEAR       |
| 97270 -            | 1999 XK137               | 15 dicembre 1999 | P. G. Comba  |
| 97271 -            | 1999 XJ139               | 2 dicembre 1999  | Spacewatch   |
| 97272 -            | 1999 XH140               | 2 dicembre 1999  | Spacewatch   |
| 97273 -            | 1999 XZ140               | 2 dicembre 1999  | Spacewatch   |
| 97274 -            | 1999 XG142               | 12 dicembre 1999 | LINEAR       |
| 97275 -            | 1999 XT142               | 13 dicembre 1999 | LINEAR       |
| 97276 -            | 1999 XC143               | 14 dicembre 1999 | C. W. Juels  |
| 97277 -            | 1999 XJ144               | 15 dicembre 1999 | C. W. Juels  |
| 97278 -            | 1999 XM144               | 15 dicembre 1999 | C. W. Juels  |
| 97279 -            | 1999 XT144               | 6 dicembre 1999  | K. Korlević  |
| 97280 -            | 1999 XZ150               | 9 dicembre 1999  | LONEOS       |
| 97281 -            | 1999 XD151               | 9 dicembre 1999  | LONEOS       |
| 97282 -            | 1999 XQ152               | 7 dicembre 1999  | LINEAR       |
| 97283 -            | 1999 XH155               | 8 dicembre 1999  | LINEAR       |
| 97284 -            | 1999 XC159               | 8 dicembre 1999  | LINEAR       |
| 97285 -            | 1999 XE161               | 12 dicembre 1999 | LINEAR       |
| 97286 -            | 1999 XF162               | 13 dicembre 1999 | LINEAR       |
| 97287 -            | 1999 XP163               | 8 dicembre 1999  | Spacewatch   |
| 97288 -            | 1999 XM164               | 8 dicembre 1999  | LINEAR       |
| 97289 -            | 1999 XR165               | 8 dicembre 1999  | LINEAR       |
| 97290 -            | 1999 XK167               | 10 dicembre 1999 | LINEAR       |
| 97291 -            | 1999 XL169               | 10 dicembre 1999 | LINEAR       |
| 97292 -            | 1999 XQ172               | 10 dicembre 1999 | LINEAR       |
| 97293 -            | 1999 XG175               | 10 dicembre 1999 | LINEAR       |
| 97294 -            | 1999 XW177               | 10 dicembre 1999 | LINEAR       |
| 97295 -            | 1999 XP178               | 10 dicembre 1999 | LINEAR       |
| 97296 -            | 1999 XS179               | 10 dicembre 1999 | LINEAR       |
| 97297 -            | 1999 XU180               | 10 dicembre 1999 | LINEAR       |
| 97298 -            | 1999 XA181               | 12 dicembre 1999 | LINEAR       |
| 97299 -            | 1999 XB181               | 12 dicembre 1999 | LINEAR       |
| 97300 -            | 1999 XM183               | 12 dicembre 1999 | LINEAR       |

## 97301-97400
| Nome                 | Designazione provvisoria | Data di scoperta | Scopritore             |
| -------------------- | ------------------------ | ---------------- | ---------------------- |
| 97301 -              | 1999 XN186               | 12 dicembre 1999 | LINEAR                 |
| 97302 -              | 1999 XS189               | 12 dicembre 1999 | LINEAR                 |
| 97303 -              | 1999 XL190               | 12 dicembre 1999 | LINEAR                 |
| 97304 -              | 1999 XQ190               | 12 dicembre 1999 | LINEAR                 |
| 97305 -              | 1999 XU191               | 12 dicembre 1999 | LINEAR                 |
| 97306 -              | 1999 XH192               | 12 dicembre 1999 | LINEAR                 |
| 97307 -              | 1999 XL192               | 12 dicembre 1999 | LINEAR                 |
| 97308 -              | 1999 XT192               | 12 dicembre 1999 | LINEAR                 |
| 97309 -              | 1999 XG196               | 12 dicembre 1999 | LINEAR                 |
| 97310 -              | 1999 XU197               | 12 dicembre 1999 | LINEAR                 |
| 97311 -              | 1999 XB198               | 12 dicembre 1999 | LINEAR                 |
| 97312 -              | 1999 XQ201               | 12 dicembre 1999 | LINEAR                 |
| 97313 -              | 1999 XM206               | 12 dicembre 1999 | LINEAR                 |
| 97314 -              | 1999 XV206               | 12 dicembre 1999 | LINEAR                 |
| 97315 -              | 1999 XA211               | 13 dicembre 1999 | LINEAR                 |
| 97316 -              | 1999 XC212               | 13 dicembre 1999 | LINEAR                 |
| 97317 -              | 1999 XS213               | 14 dicembre 1999 | LINEAR                 |
| 97318 -              | 1999 XW214               | 14 dicembre 1999 | LINEAR                 |
| 97319 -              | 1999 XH215               | 14 dicembre 1999 | LINEAR                 |
| 97320 -              | 1999 XM219               | 15 dicembre 1999 | Spacewatch             |
| 97321 -              | 1999 XO220               | 14 dicembre 1999 | LINEAR                 |
| 97322 -              | 1999 XQ231               | 8 dicembre 1999  | CSS                    |
| 97323 -              | 1999 XU232               | 14 dicembre 1999 | Spacewatch             |
| 97324 -              | 1999 XE235               | 4 dicembre 1999  | CSS                    |
| 97325 -              | 1999 XM241               | 13 dicembre 1999 | LONEOS                 |
| 97326 -              | 1999 XN241               | 13 dicembre 1999 | LONEOS                 |
| 97327 -              | 1999 XZ241               | 13 dicembre 1999 | CSS                    |
| 97328 -              | 1999 XJ242               | 12 dicembre 1999 | LINEAR                 |
| 97329 -              | 1999 XO243               | 3 dicembre 1999  | LONEOS                 |
| 97330 -              | 1999 XE245               | 5 dicembre 1999  | LINEAR                 |
| 97331 -              | 1999 XV245               | 5 dicembre 1999  | LINEAR                 |
| 97332 -              | 1999 XN249               | 6 dicembre 1999  | LINEAR                 |
| 97333 -              | 1999 XW256               | 7 dicembre 1999  | CSS                    |
| 97334 -              | 1999 XY256               | 7 dicembre 1999  | CSS                    |
| 97335 -              | 1999 YF                  | 16 dicembre 1999 | LINEAR                 |
| 97336 Thomasafleming | 1999 YB1                 | 16 dicembre 1999 | J. E. McGaha           |
| 97337 -              | 1999 YA3                 | 17 dicembre 1999 | LINEAR                 |
| 97338 -              | 1999 YM12                | 27 dicembre 1999 | Spacewatch             |
| 97339 -              | 1999 YN14                | 30 dicembre 1999 | LINEAR                 |
| 97340 -              | 1999 YS27                | 30 dicembre 1999 | LINEAR                 |
| 97341 -              | 2000 AU1                 | 2 gennaio 2000   | K. Korlević            |
| 97342 -              | 2000 AH4                 | 3 gennaio 2000   | LINEAR                 |
| 97343 -              | 2000 AW6                 | 2 gennaio 2000   | LINEAR                 |
| 97344 -              | 2000 AZ7                 | 2 gennaio 2000   | LINEAR                 |
| 97345 -              | 2000 AO8                 | 2 gennaio 2000   | LINEAR                 |
| 97346 -              | 2000 AF10                | 3 gennaio 2000   | LINEAR                 |
| 97347 -              | 2000 AX11                | 3 gennaio 2000   | LINEAR                 |
| 97348 -              | 2000 AB12                | 3 gennaio 2000   | LINEAR                 |
| 97349 -              | 2000 AM14                | 3 gennaio 2000   | LINEAR                 |
| 97350 -              | 2000 AT14                | 3 gennaio 2000   | LINEAR                 |
| 97351 -              | 2000 AX18                | 3 gennaio 2000   | LINEAR                 |
| 97352 -              | 2000 AL21                | 3 gennaio 2000   | LINEAR                 |
| 97353 -              | 2000 AE23                | 3 gennaio 2000   | LINEAR                 |
| 97354 -              | 2000 AZ24                | 3 gennaio 2000   | LINEAR                 |
| 97355 -              | 2000 AX25                | 3 gennaio 2000   | LINEAR                 |
| 97356 -              | 2000 AY27                | 5 gennaio 2000   | A. Testa, P. Chiavenna |
| 97357 -              | 2000 AA29                | 3 gennaio 2000   | LINEAR                 |
| 97358 -              | 2000 AA30                | 3 gennaio 2000   | LINEAR                 |
| 97359 -              | 2000 AC32                | 3 gennaio 2000   | LINEAR                 |
| 97360 -              | 2000 AG32                | 3 gennaio 2000   | LINEAR                 |
| 97361 -              | 2000 AV32                | 3 gennaio 2000   | LINEAR                 |
| 97362 -              | 2000 AR34                | 3 gennaio 2000   | LINEAR                 |
| 97363 -              | 2000 AS36                | 3 gennaio 2000   | LINEAR                 |
| 97364 -              | 2000 AZ42                | 5 gennaio 2000   | LINEAR                 |
| 97365 -              | 2000 AB43                | 5 gennaio 2000   | LINEAR                 |
| 97366 -              | 2000 AZ47                | 4 gennaio 2000   | LINEAR                 |
| 97367 -              | 2000 AS51                | 4 gennaio 2000   | LINEAR                 |
| 97368 -              | 2000 AG52                | 4 gennaio 2000   | LINEAR                 |
| 97369 -              | 2000 AF55                | 4 gennaio 2000   | LINEAR                 |
| 97370 -              | 2000 AF58                | 4 gennaio 2000   | LINEAR                 |
| 97371 -              | 2000 AO58                | 4 gennaio 2000   | LINEAR                 |
| 97372 -              | 2000 AB62                | 4 gennaio 2000   | LINEAR                 |
| 97373 -              | 2000 AE63                | 4 gennaio 2000   | LINEAR                 |
| 97374 -              | 2000 AS65                | 4 gennaio 2000   | LINEAR                 |
| 97375 -              | 2000 AX66                | 4 gennaio 2000   | LINEAR                 |
| 97376 -              | 2000 AF67                | 4 gennaio 2000   | LINEAR                 |
| 97377 -              | 2000 AL67                | 4 gennaio 2000   | LINEAR                 |
| 97378 -              | 2000 AN67                | 4 gennaio 2000   | LINEAR                 |
| 97379 -              | 2000 AJ69                | 5 gennaio 2000   | LINEAR                 |
| 97380 -              | 2000 AR69                | 5 gennaio 2000   | LINEAR                 |
| 97381 -              | 2000 AO72                | 5 gennaio 2000   | LINEAR                 |
| 97382 -              | 2000 AS72                | 5 gennaio 2000   | LINEAR                 |
| 97383 -              | 2000 AJ76                | 5 gennaio 2000   | LINEAR                 |
| 97384 -              | 2000 AF82                | 5 gennaio 2000   | LINEAR                 |
| 97385 -              | 2000 AE85                | 5 gennaio 2000   | LINEAR                 |
| 97386 -              | 2000 AQ86                | 5 gennaio 2000   | LINEAR                 |
| 97387 -              | 2000 AY88                | 5 gennaio 2000   | LINEAR                 |
| 97388 -              | 2000 AU90                | 5 gennaio 2000   | LINEAR                 |
| 97389 -              | 2000 AZ96                | 4 gennaio 2000   | LINEAR                 |
| 97390 -              | 2000 AD99                | 5 gennaio 2000   | LINEAR                 |
| 97391 -              | 2000 AZ100               | 5 gennaio 2000   | LINEAR                 |
| 97392 -              | 2000 AE101               | 5 gennaio 2000   | LINEAR                 |
| 97393 -              | 2000 AK101               | 5 gennaio 2000   | LINEAR                 |
| 97394 -              | 2000 AR102               | 5 gennaio 2000   | LINEAR                 |
| 97395 -              | 2000 AT102               | 5 gennaio 2000   | LINEAR                 |
| 97396 -              | 2000 AK103               | 5 gennaio 2000   | LINEAR                 |
| 97397 -              | 2000 AG106               | 5 gennaio 2000   | LINEAR                 |
| 97398 -              | 2000 AR108               | 5 gennaio 2000   | LINEAR                 |
| 97399 -              | 2000 AR115               | 5 gennaio 2000   | LINEAR                 |
| 97400 -              | 2000 AG124               | 5 gennaio 2000   | LINEAR                 |

## 97401-97500
| Nome        | Designazione provvisoria | Data di scoperta | Scopritore   |
| ----------- | ------------------------ | ---------------- | ------------ |
| 97401 -     | 2000 AK124               | 5 gennaio 2000   | LINEAR       |
| 97402 -     | 2000 AQ128               | 5 gennaio 2000   | LINEAR       |
| 97403 -     | 2000 AQ131               | 2 gennaio 2000   | LINEAR       |
| 97404 -     | 2000 AY131               | 3 gennaio 2000   | LINEAR       |
| 97405 -     | 2000 AW135               | 4 gennaio 2000   | LINEAR       |
| 97406 -     | 2000 AY135               | 4 gennaio 2000   | LINEAR       |
| 97407 -     | 2000 AU138               | 5 gennaio 2000   | LINEAR       |
| 97408 -     | 2000 AV138               | 5 gennaio 2000   | LINEAR       |
| 97409 -     | 2000 AT139               | 5 gennaio 2000   | LINEAR       |
| 97410 -     | 2000 AW148               | 7 gennaio 2000   | LINEAR       |
| 97411 -     | 2000 AT151               | 8 gennaio 2000   | LINEAR       |
| 97412 -     | 2000 AO153               | 2 gennaio 2000   | LINEAR       |
| 97413 -     | 2000 AZ153               | 2 gennaio 2000   | LINEAR       |
| 97414 -     | 2000 AF154               | 2 gennaio 2000   | LINEAR       |
| 97415 -     | 2000 AZ155               | 3 gennaio 2000   | LINEAR       |
| 97416 -     | 2000 AE161               | 3 gennaio 2000   | LINEAR       |
| 97417 -     | 2000 AT161               | 4 gennaio 2000   | LINEAR       |
| 97418 -     | 2000 AK162               | 4 gennaio 2000   | LINEAR       |
| 97419 -     | 2000 AU168               | 7 gennaio 2000   | LINEAR       |
| 97420 -     | 2000 AN169               | 7 gennaio 2000   | LINEAR       |
| 97421 -     | 2000 AK176               | 7 gennaio 2000   | LINEAR       |
| 97422 -     | 2000 AO185               | 8 gennaio 2000   | LINEAR       |
| 97423 -     | 2000 AE187               | 8 gennaio 2000   | LINEAR       |
| 97424 -     | 2000 AB191               | 8 gennaio 2000   | LINEAR       |
| 97425 -     | 2000 AP192               | 8 gennaio 2000   | LINEAR       |
| 97426 -     | 2000 AH194               | 8 gennaio 2000   | LINEAR       |
| 97427 -     | 2000 AK199               | 9 gennaio 2000   | LINEAR       |
| 97428 -     | 2000 AT199               | 9 gennaio 2000   | LINEAR       |
| 97429 -     | 2000 AT201               | 9 gennaio 2000   | LINEAR       |
| 97430 -     | 2000 AZ202               | 10 gennaio 2000  | LINEAR       |
| 97431 -     | 2000 AR204               | 8 gennaio 2000   | LINEAR       |
| 97432 -     | 2000 AG227               | 10 gennaio 2000  | Spacewatch   |
| 97433 -     | 2000 AP230               | 3 gennaio 2000   | LINEAR       |
| 97434 -     | 2000 AU234               | 5 gennaio 2000   | LINEAR       |
| 97435 -     | 2000 AX235               | 5 gennaio 2000   | LONEOS       |
| 97436 -     | 2000 AB238               | 6 gennaio 2000   | LONEOS       |
| 97437 -     | 2000 AR238               | 6 gennaio 2000   | LINEAR       |
| 97438 -     | 2000 AH244               | 8 gennaio 2000   | LINEAR       |
| 97439 -     | 2000 AF248               | 2 gennaio 2000   | LINEAR       |
| 97440 -     | 2000 AW249               | 4 gennaio 2000   | Spacewatch   |
| 97441 -     | 2000 BH2                 | 28 gennaio 2000  | Spacewatch   |
| 97442 -     | 2000 BF7                 | 29 gennaio 2000  | LINEAR       |
| 97443 -     | 2000 BD18                | 30 gennaio 2000  | LINEAR       |
| 97444 -     | 2000 BW20                | 28 gennaio 2000  | Spacewatch   |
| 97445 -     | 2000 BK21                | 29 gennaio 2000  | Spacewatch   |
| 97446 -     | 2000 BB27                | 30 gennaio 2000  | LINEAR       |
| 97447 -     | 2000 BM30                | 27 gennaio 2000  | Spacewatch   |
| 97448 -     | 2000 BW33                | 30 gennaio 2000  | CSS          |
| 97449 -     | 2000 BE39                | 27 gennaio 2000  | Spacewatch   |
| 97450 -     | 2000 BE49                | 27 gennaio 2000  | Spacewatch   |
| 97451 -     | 2000 CA                  | 1 febbraio 2000  | T. Kobayashi |
| 97452 -     | 2000 CB8                 | 2 febbraio 2000  | LINEAR       |
| 97453 -     | 2000 CG9                 | 2 febbraio 2000  | LINEAR       |
| 97454 -     | 2000 CP9                 | 2 febbraio 2000  | LINEAR       |
| 97455 -     | 2000 CL13                | 2 febbraio 2000  | LINEAR       |
| 97456 -     | 2000 CU13                | 2 febbraio 2000  | LINEAR       |
| 97457 -     | 2000 CV15                | 2 febbraio 2000  | LINEAR       |
| 97458 -     | 2000 CC18                | 2 febbraio 2000  | LINEAR       |
| 97459 -     | 2000 CP19                | 2 febbraio 2000  | LINEAR       |
| 97460 -     | 2000 CQ19                | 2 febbraio 2000  | LINEAR       |
| 97461 -     | 2000 CZ19                | 2 febbraio 2000  | LINEAR       |
| 97462 -     | 2000 CN22                | 2 febbraio 2000  | LINEAR       |
| 97463 -     | 2000 CU25                | 2 febbraio 2000  | LINEAR       |
| 97464 -     | 2000 CH26                | 2 febbraio 2000  | LINEAR       |
| 97465 -     | 2000 CX30                | 2 febbraio 2000  | LINEAR       |
| 97466 -     | 2000 CV31                | 2 febbraio 2000  | LINEAR       |
| 97467 -     | 2000 CH33                | 5 febbraio 2000  | L. Robinson  |
| 97468 -     | 2000 CF37                | 2 febbraio 2000  | LINEAR       |
| 97469 -     | 2000 CT38                | 3 febbraio 2000  | LINEAR       |
| 97470 -     | 2000 CY39                | 2 febbraio 2000  | LINEAR       |
| 97471 -     | 2000 CS40                | 1 febbraio 2000  | CSS          |
| 97472 Hobby | 2000 CB41                | 6 febbraio 2000  | Needville    |
| 97473 -     | 2000 CF46                | 2 febbraio 2000  | LINEAR       |
| 97474 -     | 2000 CX47                | 2 febbraio 2000  | LINEAR       |
| 97475 -     | 2000 CP50                | 2 febbraio 2000  | LINEAR       |
| 97476 -     | 2000 CS51                | 2 febbraio 2000  | LINEAR       |
| 97477 -     | 2000 CG52                | 2 febbraio 2000  | LINEAR       |
| 97478 -     | 2000 CP53                | 2 febbraio 2000  | LINEAR       |
| 97479 -     | 2000 CU56                | 4 febbraio 2000  | LINEAR       |
| 97480 -     | 2000 CV58                | 6 febbraio 2000  | LINEAR       |
| 97481 -     | 2000 CF61                | 2 febbraio 2000  | LINEAR       |
| 97482 -     | 2000 CC64                | 2 febbraio 2000  | LINEAR       |
| 97483 -     | 2000 CU64                | 3 febbraio 2000  | LINEAR       |
| 97484 -     | 2000 CC65                | 3 febbraio 2000  | LINEAR       |
| 97485 -     | 2000 CO66                | 6 febbraio 2000  | LINEAR       |
| 97486 -     | 2000 CS70                | 7 febbraio 2000  | LINEAR       |
| 97487 -     | 2000 CS71                | 7 febbraio 2000  | LINEAR       |
| 97488 -     | 2000 CG76                | 5 febbraio 2000  | K. Korlević  |
| 97489 -     | 2000 CQ76                | 10 febbraio 2000 | K. Korlević  |
| 97490 -     | 2000 CU78                | 8 febbraio 2000  | Spacewatch   |
| 97491 -     | 2000 CX79                | 8 febbraio 2000  | Spacewatch   |
| 97492 -     | 2000 CG81                | 4 febbraio 2000  | LINEAR       |
| 97493 -     | 2000 CU81                | 4 febbraio 2000  | LINEAR       |
| 97494 -     | 2000 CW81                | 4 febbraio 2000  | LINEAR       |
| 97495 -     | 2000 CL85                | 4 febbraio 2000  | LINEAR       |
| 97496 -     | 2000 CU86                | 4 febbraio 2000  | LINEAR       |
| 97497 -     | 2000 CQ88                | 4 febbraio 2000  | LINEAR       |
| 97498 -     | 2000 CX89                | 5 febbraio 2000  | LINEAR       |
| 97499 -     | 2000 CH90                | 6 febbraio 2000  | LINEAR       |
| 97500 -     | 2000 CY91                | 6 febbraio 2000  | LINEAR       |

## 97501-97600
| Nome           | Designazione provvisoria | Data di scoperta | Scopritore     |
| -------------- | ------------------------ | ---------------- | -------------- |
| 97501 -        | 2000 CE92                | 6 febbraio 2000  | LINEAR         |
| 97502 -        | 2000 CL93                | 6 febbraio 2000  | LINEAR         |
| 97503 -        | 2000 CH94                | 8 febbraio 2000  | LINEAR         |
| 97504 -        | 2000 CO97                | 13 febbraio 2000 | J. M. Roe      |
| 97505 -        | 2000 CY99                | 10 febbraio 2000 | Spacewatch     |
| 97506 -        | 2000 CJ100               | 10 febbraio 2000 | Spacewatch     |
| 97507 -        | 2000 CV103               | 8 febbraio 2000  | LINEAR         |
| 97508 Bolden   | 2000 CU110               | 6 febbraio 2000  | M. W. Buie     |
| 97509 -        | 2000 CC112               | 7 febbraio 2000  | CSS            |
| 97510 -        | 2000 CN112               | 7 febbraio 2000  | Spacewatch     |
| 97511 -        | 2000 CH118               | 3 febbraio 2000  | LINEAR         |
| 97512 Jemison  | 2000 CV118               | 5 febbraio 2000  | M. W. Buie     |
| 97513 -        | 2000 CD137               | 4 febbraio 2000  | Spacewatch     |
| 97514 -        | 2000 DL1                 | 25 febbraio 2000 | LINEAR         |
| 97515 -        | 2000 DW3                 | 26 febbraio 2000 | LINEAR         |
| 97516 -        | 2000 DX3                 | 27 febbraio 2000 | LINEAR         |
| 97517 -        | 2000 DV5                 | 26 febbraio 2000 | LINEAR         |
| 97518 -        | 2000 DR6                 | 28 febbraio 2000 | LINEAR         |
| 97519 -        | 2000 DM16                | 29 febbraio 2000 | K. Korlević    |
| 97520 -        | 2000 DA18                | 25 febbraio 2000 | R. H. McNaught |
| 97521 -        | 2000 DF18                | 28 febbraio 2000 | LINEAR         |
| 97522 -        | 2000 DV19                | 29 febbraio 2000 | LINEAR         |
| 97523 -        | 2000 DW22                | 29 febbraio 2000 | LINEAR         |
| 97524 -        | 2000 DX22                | 29 febbraio 2000 | LINEAR         |
| 97525 -        | 2000 DP24                | 29 febbraio 2000 | LINEAR         |
| 97526 -        | 2000 DA25                | 29 febbraio 2000 | LINEAR         |
| 97527 -        | 2000 DL25                | 29 febbraio 2000 | LINEAR         |
| 97528 -        | 2000 DW25                | 29 febbraio 2000 | LINEAR         |
| 97529 -        | 2000 DL26                | 29 febbraio 2000 | LINEAR         |
| 97530 -        | 2000 DB28                | 29 febbraio 2000 | LINEAR         |
| 97531 -        | 2000 DD28                | 29 febbraio 2000 | LINEAR         |
| 97532 -        | 2000 DS28                | 29 febbraio 2000 | LINEAR         |
| 97533 -        | 2000 DW29                | 29 febbraio 2000 | LINEAR         |
| 97534 -        | 2000 DX32                | 29 febbraio 2000 | LINEAR         |
| 97535 -        | 2000 DY32                | 29 febbraio 2000 | LINEAR         |
| 97536 -        | 2000 DK34                | 29 febbraio 2000 | LINEAR         |
| 97537 -        | 2000 DC35                | 29 febbraio 2000 | LINEAR         |
| 97538 -        | 2000 DM35                | 29 febbraio 2000 | LINEAR         |
| 97539 -        | 2000 DF39                | 29 febbraio 2000 | LINEAR         |
| 97540 -        | 2000 DN41                | 29 febbraio 2000 | LINEAR         |
| 97541 -        | 2000 DV42                | 29 febbraio 2000 | LINEAR         |
| 97542 -        | 2000 DD43                | 29 febbraio 2000 | LINEAR         |
| 97543 -        | 2000 DE47                | 29 febbraio 2000 | LINEAR         |
| 97544 -        | 2000 DG47                | 29 febbraio 2000 | LINEAR         |
| 97545 -        | 2000 DL48                | 29 febbraio 2000 | LINEAR         |
| 97546 -        | 2000 DE52                | 29 febbraio 2000 | LINEAR         |
| 97547 -        | 2000 DL55                | 29 febbraio 2000 | LINEAR         |
| 97548 -        | 2000 DW55                | 29 febbraio 2000 | LINEAR         |
| 97549 -        | 2000 DM58                | 29 febbraio 2000 | LINEAR         |
| 97550 -        | 2000 DT59                | 29 febbraio 2000 | LINEAR         |
| 97551 -        | 2000 DO60                | 29 febbraio 2000 | LINEAR         |
| 97552 -        | 2000 DQ63                | 29 febbraio 2000 | LINEAR         |
| 97553 -        | 2000 DC64                | 29 febbraio 2000 | LINEAR         |
| 97554 -        | 2000 DB65                | 29 febbraio 2000 | LINEAR         |
| 97555 -        | 2000 DT68                | 29 febbraio 2000 | LINEAR         |
| 97556 -        | 2000 DK69                | 29 febbraio 2000 | LINEAR         |
| 97557 -        | 2000 DZ71                | 29 febbraio 2000 | LINEAR         |
| 97558 -        | 2000 DB73                | 29 febbraio 2000 | LINEAR         |
| 97559 -        | 2000 DW75                | 29 febbraio 2000 | LINEAR         |
| 97560 -        | 2000 DS76                | 29 febbraio 2000 | LINEAR         |
| 97561 -        | 2000 DQ77                | 29 febbraio 2000 | LINEAR         |
| 97562 -        | 2000 DM78                | 29 febbraio 2000 | LINEAR         |
| 97563 -        | 2000 DS82                | 28 febbraio 2000 | LINEAR         |
| 97564 -        | 2000 DM88                | 29 febbraio 2000 | LINEAR         |
| 97565 -        | 2000 DN91                | 27 febbraio 2000 | Spacewatch     |
| 97566 -        | 2000 DG93                | 28 febbraio 2000 | LINEAR         |
| 97567 -        | 2000 DH93                | 28 febbraio 2000 | LINEAR         |
| 97568 -        | 2000 DZ94                | 28 febbraio 2000 | LINEAR         |
| 97569 -        | 2000 DJ102               | 29 febbraio 2000 | LINEAR         |
| 97570 -        | 2000 DM103               | 29 febbraio 2000 | LINEAR         |
| 97571 -        | 2000 DS103               | 29 febbraio 2000 | LINEAR         |
| 97572 -        | 2000 DU103               | 29 febbraio 2000 | LINEAR         |
| 97573 -        | 2000 DC108               | 28 febbraio 2000 | LINEAR         |
| 97574 -        | 2000 DA109               | 29 febbraio 2000 | LINEAR         |
| 97575 -        | 2000 DN109               | 29 febbraio 2000 | LINEAR         |
| 97576 -        | 2000 DK110               | 25 febbraio 2000 | T. Pauwels     |
| 97577 -        | 2000 DQ111               | 29 febbraio 2000 | LINEAR         |
| 97578 -        | 2000 DP116               | 27 febbraio 2000 | CSS            |
| 97579 -        | 2000 EX7                 | 4 marzo 2000     | Farra d'Isonzo |
| 97580 -        | 2000 EP8                 | 3 marzo 2000     | LINEAR         |
| 97581 -        | 2000 EL12                | 4 marzo 2000     | LINEAR         |
| 97582 Hijikawa | 2000 EP15                | 6 marzo 2000     | A. Nakamura    |
| 97583 -        | 2000 EL16                | 3 marzo 2000     | LINEAR         |
| 97584 -        | 2000 ET24                | 8 marzo 2000     | Spacewatch     |
| 97585 -        | 2000 EW25                | 8 marzo 2000     | Spacewatch     |
| 97586 -        | 2000 EQ26                | 8 marzo 2000     | LINEAR         |
| 97587 -        | 2000 EN29                | 5 marzo 2000     | LINEAR         |
| 97588 -        | 2000 EL33                | 5 marzo 2000     | LINEAR         |
| 97589 -        | 2000 EM33                | 5 marzo 2000     | LINEAR         |
| 97590 -        | 2000 EQ33                | 5 marzo 2000     | LINEAR         |
| 97591 -        | 2000 EP34                | 5 marzo 2000     | LINEAR         |
| 97592 -        | 2000 ER34                | 5 marzo 2000     | LINEAR         |
| 97593 -        | 2000 EA36                | 3 marzo 2000     | LINEAR         |
| 97594 -        | 2000 ET37                | 8 marzo 2000     | LINEAR         |
| 97595 -        | 2000 EX37                | 8 marzo 2000     | LINEAR         |
| 97596 -        | 2000 EM43                | 8 marzo 2000     | LINEAR         |
| 97597 -        | 2000 EV50                | 11 marzo 2000    | B. A. Segal    |
| 97598 -        | 2000 EZ51                | 3 marzo 2000     | Spacewatch     |
| 97599 -        | 2000 EH57                | 8 marzo 2000     | LINEAR         |
| 97600 -        | 2000 EY65                | 10 marzo 2000    | LINEAR         |

## 97601-97700
| Nome               | Designazione provvisoria | Data di scoperta | Scopritore                       |
| ------------------ | ------------------------ | ---------------- | -------------------------------- |
| 97601 -            | 2000 EK67                | 10 marzo 2000    | LINEAR                           |
| 97602 -            | 2000 EM69                | 10 marzo 2000    | LINEAR                           |
| 97603 -            | 2000 EG76                | 5 marzo 2000     | LINEAR                           |
| 97604 -            | 2000 EA77                | 5 marzo 2000     | LINEAR                           |
| 97605 -            | 2000 EE77                | 5 marzo 2000     | LINEAR                           |
| 97606 -            | 2000 EM77                | 5 marzo 2000     | LINEAR                           |
| 97607 -            | 2000 ER77                | 5 marzo 2000     | LINEAR                           |
| 97608 -            | 2000 EW82                | 5 marzo 2000     | LINEAR                           |
| 97609 -            | 2000 EY85                | 8 marzo 2000     | LINEAR                           |
| 97610 -            | 2000 EG86                | 8 marzo 2000     | LINEAR                           |
| 97611 -            | 2000 EW86                | 8 marzo 2000     | LINEAR                           |
| 97612 -            | 2000 EH87                | 8 marzo 2000     | LINEAR                           |
| 97613 -            | 2000 EK87                | 8 marzo 2000     | LINEAR                           |
| 97614 -            | 2000 EF88                | 9 marzo 2000     | LINEAR                           |
| 97615 -            | 2000 EH99                | 12 marzo 2000    | Spacewatch                       |
| 97616 -            | 2000 EU101               | 14 marzo 2000    | Spacewatch                       |
| 97617 -            | 2000 EW104               | 11 marzo 2000    | LONEOS                           |
| 97618 -            | 2000 EH105               | 11 marzo 2000    | LONEOS                           |
| 97619 -            | 2000 EZ107               | 8 marzo 2000     | LINEAR                           |
| 97620 -            | 2000 EA108               | 8 marzo 2000     | LINEAR                           |
| 97621 -            | 2000 EE111               | 8 marzo 2000     | NEAT                             |
| 97622 -            | 2000 EZ117               | 11 marzo 2000    | LONEOS                           |
| 97623 -            | 2000 EL118               | 11 marzo 2000    | LONEOS                           |
| 97624 -            | 2000 ES120               | 11 marzo 2000    | LONEOS                           |
| 97625 -            | 2000 EC121               | 11 marzo 2000    | LONEOS                           |
| 97626 -            | 2000 ED124               | 11 marzo 2000    | LINEAR                           |
| 97627 -            | 2000 EB128               | 11 marzo 2000    | LONEOS                           |
| 97628 -            | 2000 EW133               | 11 marzo 2000    | LONEOS                           |
| 97629 -            | 2000 EW135               | 11 marzo 2000    | LONEOS                           |
| 97630 -            | 2000 EC137               | 12 marzo 2000    | LINEAR                           |
| 97631 Kentrobinson | 2000 ED144               | 3 marzo 2000     | L. H. Wasserman                  |
| 97632 -            | 2000 EL145               | 3 marzo 2000     | CSS                              |
| 97633 -            | 2000 EY151               | 6 marzo 2000     | NEAT                             |
| 97634 -            | 2000 EQ154               | 6 marzo 2000     | NEAT                             |
| 97635 -            | 2000 EB155               | 9 marzo 2000     | LINEAR                           |
| 97636 -            | 2000 EC155               | 9 marzo 2000     | LINEAR                           |
| 97637 Blennert     | 2000 EQ156               | 10 marzo 2000    | CSS                              |
| 97638 -            | 2000 EO161               | 3 marzo 2000     | LINEAR                           |
| 97639 -            | 2000 EN163               | 3 marzo 2000     | LINEAR                           |
| 97640 -            | 2000 EN165               | 3 marzo 2000     | LINEAR                           |
| 97641 -            | 2000 EU169               | 4 marzo 2000     | LINEAR                           |
| 97642 -            | 2000 EF170               | 5 marzo 2000     | LINEAR                           |
| 97643 -            | 2000 EG170               | 5 marzo 2000     | LINEAR                           |
| 97644 -            | 2000 ET171               | 5 marzo 2000     | LINEAR                           |
| 97645 -            | 2000 EK183               | 5 marzo 2000     | LINEAR                           |
| 97646 -            | 2000 EK198               | 1 marzo 2000     | CSS                              |
| 97647 -            | 2000 EG201               | 5 marzo 2000     | BAO Schmidt CCD Asteroid Program |
| 97648 -            | 2000 FU                  | 26 marzo 2000    | LINEAR                           |
| 97649 -            | 2000 FK1                 | 26 marzo 2000    | LINEAR                           |
| 97650 -            | 2000 FN2                 | 25 marzo 2000    | Spacewatch                       |
| 97651 -            | 2000 FQ3                 | 28 marzo 2000    | LINEAR                           |
| 97652 -            | 2000 FV7                 | 29 marzo 2000    | LINEAR                           |
| 97653 -            | 2000 FH13                | 29 marzo 2000    | LINEAR                           |
| 97654 -            | 2000 FR17                | 29 marzo 2000    | LINEAR                           |
| 97655 -            | 2000 FZ17                | 29 marzo 2000    | LINEAR                           |
| 97656 -            | 2000 FS19                | 29 marzo 2000    | LINEAR                           |
| 97657 -            | 2000 FN20                | 29 marzo 2000    | LINEAR                           |
| 97658 -            | 2000 FC22                | 29 marzo 2000    | LINEAR                           |
| 97659 -            | 2000 FF22                | 29 marzo 2000    | LINEAR                           |
| 97660 -            | 2000 FC24                | 29 marzo 2000    | LINEAR                           |
| 97661 -            | 2000 FN24                | 29 marzo 2000    | LINEAR                           |
| 97662 -            | 2000 FD26                | 27 marzo 2000    | LONEOS                           |
| 97663 -            | 2000 FU29                | 27 marzo 2000    | LONEOS                           |
| 97664 -            | 2000 FK31                | 28 marzo 2000    | LINEAR                           |
| 97665 -            | 2000 FL32                | 29 marzo 2000    | LINEAR                           |
| 97666 -            | 2000 FJ33                | 29 marzo 2000    | LINEAR                           |
| 97667 -            | 2000 FZ37                | 29 marzo 2000    | LINEAR                           |
| 97668 -            | 2000 FG39                | 29 marzo 2000    | LINEAR                           |
| 97669 -            | 2000 FL40                | 29 marzo 2000    | LINEAR                           |
| 97670 -            | 2000 FN42                | 30 marzo 2000    | LINEAR                           |
| 97671 -            | 2000 FT46                | 29 marzo 2000    | LINEAR                           |
| 97672 -            | 2000 FW46                | 29 marzo 2000    | LINEAR                           |
| 97673 -            | 2000 FW47                | 29 marzo 2000    | LINEAR                           |
| 97674 -            | 2000 FJ50                | 31 marzo 2000    | Uppsala-DLR Asteroid Survey      |
| 97675 -            | 2000 FG55                | 29 marzo 2000    | Spacewatch                       |
| 97676 -            | 2000 FW56                | 29 marzo 2000    | LINEAR                           |
| 97677 Rachelfreed  | 2000 FE57                | 30 marzo 2000    | CSS                              |
| 97678 -            | 2000 GS1                 | 4 aprile 2000    | P. G. Comba                      |
| 97679 -            | 2000 GG2                 | 3 aprile 2000    | LINEAR                           |
| 97680 -            | 2000 GM7                 | 4 aprile 2000    | LINEAR                           |
| 97681 -            | 2000 GA9                 | 5 aprile 2000    | LINEAR                           |
| 97682 -            | 2000 GC10                | 5 aprile 2000    | LINEAR                           |
| 97683 -            | 2000 GV12                | 5 aprile 2000    | LINEAR                           |
| 97684 -            | 2000 GZ16                | 5 aprile 2000    | LINEAR                           |
| 97685 -            | 2000 GD17                | 5 aprile 2000    | LINEAR                           |
| 97686 -            | 2000 GK20                | 5 aprile 2000    | LINEAR                           |
| 97687 -            | 2000 GN20                | 5 aprile 2000    | LINEAR                           |
| 97688 -            | 2000 GX22                | 5 aprile 2000    | LINEAR                           |
| 97689 -            | 2000 GE26                | 5 aprile 2000    | LINEAR                           |
| 97690 -            | 2000 GO28                | 5 aprile 2000    | LINEAR                           |
| 97691 -            | 2000 GL31                | 5 aprile 2000    | LINEAR                           |
| 97692 -            | 2000 GO36                | 5 aprile 2000    | LINEAR                           |
| 97693 -            | 2000 GX45                | 5 aprile 2000    | LINEAR                           |
| 97694 -            | 2000 GD46                | 5 aprile 2000    | LINEAR                           |
| 97695 -            | 2000 GK49                | 5 aprile 2000    | LINEAR                           |
| 97696 -            | 2000 GR50                | 5 aprile 2000    | LINEAR                           |
| 97697 -            | 2000 GF52                | 5 aprile 2000    | LINEAR                           |
| 97698 -            | 2000 GX52                | 5 aprile 2000    | LINEAR                           |
| 97699 -            | 2000 GP57                | 5 aprile 2000    | LINEAR                           |
| 97700 -            | 2000 GU62                | 5 aprile 2000    | LINEAR                           |

## 97701-97800
| Nome        | Designazione provvisoria | Data di scoperta | Scopritore                   |
| ----------- | ------------------------ | ---------------- | ---------------------------- |
| 97701 -     | 2000 GR66                | 5 aprile 2000    | LINEAR                       |
| 97702 -     | 2000 GG67                | 5 aprile 2000    | LINEAR                       |
| 97703 -     | 2000 GS69                | 5 aprile 2000    | LINEAR                       |
| 97704 -     | 2000 GB76                | 5 aprile 2000    | LINEAR                       |
| 97705 -     | 2000 GM77                | 5 aprile 2000    | LINEAR                       |
| 97706 -     | 2000 GQ81                | 6 aprile 2000    | LINEAR                       |
| 97707 -     | 2000 GP83                | 3 aprile 2000    | LINEAR                       |
| 97708 -     | 2000 GZ84                | 3 aprile 2000    | LINEAR                       |
| 97709 -     | 2000 GE85                | 3 aprile 2000    | LINEAR                       |
| 97710 -     | 2000 GU85                | 3 aprile 2000    | LINEAR                       |
| 97711 -     | 2000 GD86                | 4 aprile 2000    | LINEAR                       |
| 97712 -     | 2000 GD87                | 4 aprile 2000    | LINEAR                       |
| 97713 -     | 2000 GS88                | 4 aprile 2000    | LINEAR                       |
| 97714 -     | 2000 GU90                | 4 aprile 2000    | LINEAR                       |
| 97715 -     | 2000 GN92                | 5 aprile 2000    | LINEAR                       |
| 97716 -     | 2000 GC100               | 7 aprile 2000    | LINEAR                       |
| 97717 -     | 2000 GX102               | 7 aprile 2000    | LINEAR                       |
| 97718 -     | 2000 GU107               | 7 aprile 2000    | LINEAR                       |
| 97719 -     | 2000 GW113               | 7 aprile 2000    | LINEAR                       |
| 97720 -     | 2000 GF115               | 8 aprile 2000    | LINEAR                       |
| 97721 -     | 2000 GU115               | 8 aprile 2000    | LINEAR                       |
| 97722 -     | 2000 GE128               | 3 aprile 2000    | Spacewatch                   |
| 97723 -     | 2000 GD137               | 12 aprile 2000   | LINEAR                       |
| 97724 -     | 2000 GN138               | 4 aprile 2000    | LONEOS                       |
| 97725 -     | 2000 GB147               | 2 aprile 2000    | D. J. Tholen, R. J. Whiteley |
| 97726 -     | 2000 GE161               | 7 aprile 2000    | LONEOS                       |
| 97727 -     | 2000 GG163               | 9 aprile 2000    | LONEOS                       |
| 97728 -     | 2000 GV165               | 5 aprile 2000    | LINEAR                       |
| 97729 -     | 2000 GF166               | 5 aprile 2000    | LINEAR                       |
| 97730 -     | 2000 GA169               | 4 aprile 2000    | LINEAR                       |
| 97731 -     | 2000 GO169               | 2 aprile 2000    | LONEOS                       |
| 97732 -     | 2000 GL171               | 5 aprile 2000    | LONEOS                       |
| 97733 -     | 2000 GA174               | 5 aprile 2000    | LONEOS                       |
| 97734 -     | 2000 HB5                 | 27 aprile 2000   | LINEAR                       |
| 97735 -     | 2000 HD12                | 28 aprile 2000   | LINEAR                       |
| 97736 -     | 2000 HT21                | 28 aprile 2000   | LINEAR                       |
| 97737 -     | 2000 HX27                | 28 aprile 2000   | LINEAR                       |
| 97738 -     | 2000 HK28                | 29 aprile 2000   | LINEAR                       |
| 97739 -     | 2000 HP28                | 29 aprile 2000   | LINEAR                       |
| 97740 -     | 2000 HM30                | 28 aprile 2000   | LINEAR                       |
| 97741 -     | 2000 HP33                | 30 aprile 2000   | LINEAR                       |
| 97742 -     | 2000 HF34                | 25 aprile 2000   | LONEOS                       |
| 97743 -     | 2000 HQ42                | 29 aprile 2000   | LINEAR                       |
| 97744 -     | 2000 HL43                | 29 aprile 2000   | LINEAR                       |
| 97745 -     | 2000 HO43                | 29 aprile 2000   | Spacewatch                   |
| 97746 -     | 2000 HQ52                | 29 aprile 2000   | LINEAR                       |
| 97747 -     | 2000 HC74                | 29 aprile 2000   | LINEAR                       |
| 97748 -     | 2000 HF79                | 28 aprile 2000   | LONEOS                       |
| 97749 -     | 2000 HS83                | 30 aprile 2000   | LONEOS                       |
| 97750 -     | 2000 HX83                | 30 aprile 2000   | LONEOS                       |
| 97751 -     | 2000 HF84                | 30 aprile 2000   | LONEOS                       |
| 97752 -     | 2000 HH86                | 30 aprile 2000   | LONEOS                       |
| 97753 -     | 2000 HY94                | 29 aprile 2000   | LONEOS                       |
| 97754 -     | 2000 HJ96                | 28 aprile 2000   | LONEOS                       |
| 97755 -     | 2000 HN99                | 26 aprile 2000   | LONEOS                       |
| 97756 -     | 2000 JY                  | 1 maggio 2000    | LINEAR                       |
| 97757 -     | 2000 JC3                 | 2 maggio 2000    | LINEAR                       |
| 97758 -     | 2000 JY5                 | 2 maggio 2000    | LINEAR                       |
| 97759 -     | 2000 JJ10                | 6 maggio 2000    | LINEAR                       |
| 97760 -     | 2000 JT12                | 6 maggio 2000    | LINEAR                       |
| 97761 -     | 2000 JE15                | 6 maggio 2000    | LINEAR                       |
| 97762 -     | 2000 JP20                | 6 maggio 2000    | LINEAR                       |
| 97763 -     | 2000 JO21                | 6 maggio 2000    | LINEAR                       |
| 97764 -     | 2000 JO22                | 6 maggio 2000    | LINEAR                       |
| 97765 -     | 2000 JN27                | 7 maggio 2000    | LINEAR                       |
| 97766 -     | 2000 JB30                | 7 maggio 2000    | LINEAR                       |
| 97767 -     | 2000 JB46                | 7 maggio 2000    | LINEAR                       |
| 97768 -     | 2000 JP69                | 2 maggio 2000    | LINEAR                       |
| 97769 -     | 2000 JS70                | 1 maggio 2000    | LONEOS                       |
| 97770 -     | 2000 JJ72                | 1 maggio 2000    | Spacewatch                   |
| 97771 -     | 2000 JX72                | 2 maggio 2000    | LONEOS                       |
| 97772 -     | 2000 JZ79                | 6 maggio 2000    | LINEAR                       |
| 97773 -     | 2000 JY80                | 1 maggio 2000    | LONEOS                       |
| 97774 -     | 2000 KK1                 | 26 maggio 2000   | LINEAR                       |
| 97775 -     | 2000 KN2                 | 26 maggio 2000   | LINEAR                       |
| 97776 -     | 2000 KY10                | 28 maggio 2000   | LINEAR                       |
| 97777 -     | 2000 KG16                | 28 maggio 2000   | LINEAR                       |
| 97778 -     | 2000 KG41                | 31 maggio 2000   | P. G. Comba                  |
| 97779 -     | 2000 KA67                | 30 maggio 2000   | LINEAR                       |
| 97780 -     | 2000 KW67                | 30 maggio 2000   | LINEAR                       |
| 97781 -     | 2000 KE73                | 28 maggio 2000   | LONEOS                       |
| 97782 -     | 2000 KJ73                | 28 maggio 2000   | LONEOS                       |
| 97783 -     | 2000 KL76                | 27 maggio 2000   | LINEAR                       |
| 97784 -     | 2000 KK81                | 26 maggio 2000   | LINEAR                       |
| 97785 -     | 2000 NZ1                 | 5 luglio 2000    | J. Broughton                 |
| 97786 Oauam | 2000 NU2                 | 5 luglio 2000    | P. Pravec, P. Kušnirák       |
| 97787 -     | 2000 NH5                 | 7 luglio 2000    | LINEAR                       |
| 97788 -     | 2000 NP5                 | 8 luglio 2000    | LINEAR                       |
| 97789 -     | 2000 NY8                 | 7 luglio 2000    | LINEAR                       |
| 97790 -     | 2000 NB9                 | 7 luglio 2000    | LINEAR                       |
| 97791 -     | 2000 ND9                 | 7 luglio 2000    | LINEAR                       |
| 97792 -     | 2000 NG10                | 10 luglio 2000   | G. Hug                       |
| 97793 -     | 2000 NJ13                | 5 luglio 2000    | LONEOS                       |
| 97794 -     | 2000 NG14                | 5 luglio 2000    | LONEOS                       |
| 97795 -     | 2000 NA15                | 5 luglio 2000    | LONEOS                       |
| 97796 -     | 2000 NT15                | 5 luglio 2000    | LONEOS                       |
| 97797 -     | 2000 NG17                | 5 luglio 2000    | LONEOS                       |
| 97798 -     | 2000 NL21                | 7 luglio 2000    | LINEAR                       |
| 97799 -     | 2000 NE23                | 5 luglio 2000    | LONEOS                       |
| 97800 -     | 2000 NO23                | 5 luglio 2000    | LONEOS                       |

## 97801-97900
| Nome    | Designazione provvisoria | Data di scoperta | Scopritore            |
| ------- | ------------------------ | ---------------- | --------------------- |
| 97801 - | 2000 NV27                | 4 luglio 2000    | LONEOS                |
| 97802 - | 2000 NJ28                | 3 luglio 2000    | LINEAR                |
| 97803 - | 2000 OQ6                 | 29 luglio 2000   | LINEAR                |
| 97804 - | 2000 OA9                 | 31 luglio 2000   | LINEAR                |
| 97805 - | 2000 OJ15                | 23 luglio 2000   | LINEAR                |
| 97806 - | 2000 OH18                | 23 luglio 2000   | LINEAR                |
| 97807 - | 2000 OR18                | 23 luglio 2000   | LINEAR                |
| 97808 - | 2000 OZ18                | 23 luglio 2000   | LINEAR                |
| 97809 - | 2000 OH30                | 30 luglio 2000   | LINEAR                |
| 97810 - | 2000 OM30                | 30 luglio 2000   | LINEAR                |
| 97811 - | 2000 OH33                | 30 luglio 2000   | LINEAR                |
| 97812 - | 2000 OH46                | 31 luglio 2000   | LINEAR                |
| 97813 - | 2000 OP46                | 31 luglio 2000   | LINEAR                |
| 97814 - | 2000 OY46                | 31 luglio 2000   | LINEAR                |
| 97815 - | 2000 OA48                | 31 luglio 2000   | LINEAR                |
| 97816 - | 2000 OW48                | 31 luglio 2000   | LINEAR                |
| 97817 - | 2000 OY48                | 31 luglio 2000   | LINEAR                |
| 97818 - | 2000 OO49                | 31 luglio 2000   | LINEAR                |
| 97819 - | 2000 OR49                | 31 luglio 2000   | LINEAR                |
| 97820 - | 2000 OZ49                | 31 luglio 2000   | LINEAR                |
| 97821 - | 2000 OV50                | 31 luglio 2000   | LINEAR                |
| 97822 - | 2000 OG53                | 30 luglio 2000   | LINEAR                |
| 97823 - | 2000 OQ56                | 29 luglio 2000   | LONEOS                |
| 97824 - | 2000 OU57                | 29 luglio 2000   | LONEOS                |
| 97825 - | 2000 OK58                | 29 luglio 2000   | LONEOS                |
| 97826 - | 2000 OB59                | 29 luglio 2000   | LONEOS                |
| 97827 - | 2000 OB61                | 30 luglio 2000   | LINEAR                |
| 97828 - | 2000 OJ61                | 31 luglio 2000   | LINEAR                |
| 97829 - | 2000 PL1                 | 1 agosto 2000    | LINEAR                |
| 97830 - | 2000 PA4                 | 3 agosto 2000    | BATTeRS               |
| 97831 - | 2000 PN5                 | 5 agosto 2000    | P. G. Comba           |
| 97832 - | 2000 PQ5                 | 5 agosto 2000    | P. G. Comba           |
| 97833 - | 2000 PF6                 | 5 agosto 2000    | NEAT                  |
| 97834 - | 2000 PN6                 | 2 agosto 2000    | LINEAR                |
| 97835 - | 2000 PF7                 | 5 agosto 2000    | BATTeRS               |
| 97836 - | 2000 PW8                 | 9 agosto 2000    | J. Broughton          |
| 97837 - | 2000 PX13                | 1 agosto 2000    | LINEAR                |
| 97838 - | 2000 PC18                | 1 agosto 2000    | LINEAR                |
| 97839 - | 2000 PQ19                | 1 agosto 2000    | LINEAR                |
| 97840 - | 2000 PS19                | 1 agosto 2000    | LINEAR                |
| 97841 - | 2000 PZ20                | 1 agosto 2000    | LINEAR                |
| 97842 - | 2000 PS22                | 2 agosto 2000    | LINEAR                |
| 97843 - | 2000 PA26                | 4 agosto 2000    | NEAT                  |
| 97844 - | 2000 PE27                | 9 agosto 2000    | LINEAR                |
| 97845 - | 2000 PG28                | 4 agosto 2000    | NEAT                  |
| 97846 - | 2000 PP28                | 3 agosto 2000    | LINEAR                |
| 97847 - | 2000 PV28                | 2 agosto 2000    | LINEAR                |
| 97848 - | 2000 QS3                 | 24 agosto 2000   | LINEAR                |
| 97849 - | 2000 QJ4                 | 24 agosto 2000   | LINEAR                |
| 97850 - | 2000 QT4                 | 24 agosto 2000   | LINEAR                |
| 97851 - | 2000 QP5                 | 24 agosto 2000   | LINEAR                |
| 97852 - | 2000 QH6                 | 24 agosto 2000   | K. Korlević, M. Jurić |
| 97853 - | 2000 QM8                 | 25 agosto 2000   | K. Korlević, M. Jurić |
| 97854 - | 2000 QZ8                 | 25 agosto 2000   | Črni Vrh              |
| 97855 - | 2000 QV14                | 24 agosto 2000   | LINEAR                |
| 97856 - | 2000 QB18                | 24 agosto 2000   | LINEAR                |
| 97857 - | 2000 QJ20                | 24 agosto 2000   | LINEAR                |
| 97858 - | 2000 QH23                | 25 agosto 2000   | LINEAR                |
| 97859 - | 2000 QM26                | 27 agosto 2000   | Needville             |
| 97860 - | 2000 QR26                | 27 agosto 2000   | BATTeRS               |
| 97861 - | 2000 QM27                | 24 agosto 2000   | LINEAR                |
| 97862 - | 2000 QT27                | 24 agosto 2000   | LINEAR                |
| 97863 - | 2000 QF28                | 24 agosto 2000   | LINEAR                |
| 97864 - | 2000 QS28                | 24 agosto 2000   | LINEAR                |
| 97865 - | 2000 QK29                | 24 agosto 2000   | LINEAR                |
| 97866 - | 2000 QM29                | 24 agosto 2000   | LINEAR                |
| 97867 - | 2000 QJ30                | 25 agosto 2000   | LINEAR                |
| 97868 - | 2000 QK30                | 25 agosto 2000   | LINEAR                |
| 97869 - | 2000 QS32                | 26 agosto 2000   | LINEAR                |
| 97870 - | 2000 QX32                | 26 agosto 2000   | LINEAR                |
| 97871 - | 2000 QG33                | 26 agosto 2000   | LINEAR                |
| 97872 - | 2000 QG35                | 28 agosto 2000   | J. Broughton          |
| 97873 - | 2000 QN36                | 24 agosto 2000   | LINEAR                |
| 97874 - | 2000 QB38                | 24 agosto 2000   | LINEAR                |
| 97875 - | 2000 QL39                | 24 agosto 2000   | LINEAR                |
| 97876 - | 2000 QG41                | 24 agosto 2000   | LINEAR                |
| 97877 - | 2000 QO41                | 24 agosto 2000   | LINEAR                |
| 97878 - | 2000 QL43                | 24 agosto 2000   | LINEAR                |
| 97879 - | 2000 QW43                | 24 agosto 2000   | LINEAR                |
| 97880 - | 2000 QO45                | 24 agosto 2000   | LINEAR                |
| 97881 - | 2000 QR45                | 24 agosto 2000   | LINEAR                |
| 97882 - | 2000 QW45                | 24 agosto 2000   | LINEAR                |
| 97883 - | 2000 QT50                | 24 agosto 2000   | LINEAR                |
| 97884 - | 2000 QA51                | 24 agosto 2000   | LINEAR                |
| 97885 - | 2000 QY53                | 25 agosto 2000   | LINEAR                |
| 97886 - | 2000 QK54                | 25 agosto 2000   | LINEAR                |
| 97887 - | 2000 QP54                | 31 agosto 2000   | LINEAR                |
| 97888 - | 2000 QC56                | 26 agosto 2000   | LINEAR                |
| 97889 - | 2000 QO56                | 26 agosto 2000   | LINEAR                |
| 97890 - | 2000 QM58                | 26 agosto 2000   | LINEAR                |
| 97891 - | 2000 QY60                | 26 agosto 2000   | LINEAR                |
| 97892 - | 2000 QH63                | 28 agosto 2000   | LINEAR                |
| 97893 - | 2000 QV65                | 28 agosto 2000   | LINEAR                |
| 97894 - | 2000 QG68                | 28 agosto 2000   | LINEAR                |
| 97895 - | 2000 QY71                | 24 agosto 2000   | LINEAR                |
| 97896 - | 2000 QN72                | 24 agosto 2000   | LINEAR                |
| 97897 - | 2000 QT73                | 24 agosto 2000   | LINEAR                |
| 97898 - | 2000 QC74                | 24 agosto 2000   | LINEAR                |
| 97899 - | 2000 QO74                | 24 agosto 2000   | LINEAR                |
| 97900 - | 2000 QF75                | 24 agosto 2000   | LINEAR                |

## 97901-98000
| Nome    | Designazione provvisoria | Data di scoperta | Scopritore  |
| ------- | ------------------------ | ---------------- | ----------- |
| 97901 - | 2000 QT75                | 24 agosto 2000   | LINEAR      |
| 97902 - | 2000 QS76                | 24 agosto 2000   | LINEAR      |
| 97903 - | 2000 QM79                | 24 agosto 2000   | LINEAR      |
| 97904 - | 2000 QV79                | 24 agosto 2000   | LINEAR      |
| 97905 - | 2000 QY79                | 24 agosto 2000   | LINEAR      |
| 97906 - | 2000 QA80                | 24 agosto 2000   | LINEAR      |
| 97907 - | 2000 QF80                | 24 agosto 2000   | LINEAR      |
| 97908 - | 2000 QA81                | 24 agosto 2000   | LINEAR      |
| 97909 - | 2000 QY81                | 24 agosto 2000   | LINEAR      |
| 97910 - | 2000 QW82                | 24 agosto 2000   | LINEAR      |
| 97911 - | 2000 QE85                | 25 agosto 2000   | LINEAR      |
| 97912 - | 2000 QK88                | 25 agosto 2000   | LINEAR      |
| 97913 - | 2000 QW88                | 25 agosto 2000   | LINEAR      |
| 97914 - | 2000 QK90                | 25 agosto 2000   | LINEAR      |
| 97915 - | 2000 QX90                | 25 agosto 2000   | LINEAR      |
| 97916 - | 2000 QE91                | 25 agosto 2000   | LINEAR      |
| 97917 - | 2000 QB95                | 26 agosto 2000   | LINEAR      |
| 97918 - | 2000 QE95                | 26 agosto 2000   | LINEAR      |
| 97919 - | 2000 QB96                | 28 agosto 2000   | LINEAR      |
| 97920 - | 2000 QD96                | 28 agosto 2000   | LINEAR      |
| 97921 - | 2000 QE96                | 28 agosto 2000   | LINEAR      |
| 97922 - | 2000 QF96                | 28 agosto 2000   | LINEAR      |
| 97923 - | 2000 QY96                | 28 agosto 2000   | LINEAR      |
| 97924 - | 2000 QJ97                | 28 agosto 2000   | LINEAR      |
| 97925 - | 2000 QL98                | 28 agosto 2000   | LINEAR      |
| 97926 - | 2000 QO99                | 28 agosto 2000   | LINEAR      |
| 97927 - | 2000 QA100               | 28 agosto 2000   | LINEAR      |
| 97928 - | 2000 QA101               | 28 agosto 2000   | LINEAR      |
| 97929 - | 2000 QB105               | 28 agosto 2000   | LINEAR      |
| 97930 - | 2000 QR105               | 28 agosto 2000   | LINEAR      |
| 97931 - | 2000 QL108               | 29 agosto 2000   | LINEAR      |
| 97932 - | 2000 QT108               | 29 agosto 2000   | LINEAR      |
| 97933 - | 2000 QW113               | 24 agosto 2000   | LINEAR      |
| 97934 - | 2000 QD114               | 24 agosto 2000   | LINEAR      |
| 97935 - | 2000 QJ115               | 25 agosto 2000   | LINEAR      |
| 97936 - | 2000 QS115               | 25 agosto 2000   | LINEAR      |
| 97937 - | 2000 QL116               | 28 agosto 2000   | LINEAR      |
| 97938 - | 2000 QO116               | 28 agosto 2000   | LINEAR      |
| 97939 - | 2000 QP116               | 28 agosto 2000   | LINEAR      |
| 97940 - | 2000 QW116               | 28 agosto 2000   | LINEAR      |
| 97941 - | 2000 QW117               | 29 agosto 2000   | Črni Vrh    |
| 97942 - | 2000 QC118               | 25 agosto 2000   | LINEAR      |
| 97943 - | 2000 QQ118               | 25 agosto 2000   | LINEAR      |
| 97944 - | 2000 QM119               | 25 agosto 2000   | LINEAR      |
| 97945 - | 2000 QN120               | 25 agosto 2000   | LINEAR      |
| 97946 - | 2000 QS122               | 25 agosto 2000   | LINEAR      |
| 97947 - | 2000 QC123               | 25 agosto 2000   | LINEAR      |
| 97948 - | 2000 QF124               | 26 agosto 2000   | LINEAR      |
| 97949 - | 2000 QN127               | 24 agosto 2000   | LINEAR      |
| 97950 - | 2000 QO127               | 24 agosto 2000   | LINEAR      |
| 97951 - | 2000 QU127               | 24 agosto 2000   | LINEAR      |
| 97952 - | 2000 QN128               | 25 agosto 2000   | LINEAR      |
| 97953 - | 2000 QR129               | 30 agosto 2000   | K. Korlević |
| 97954 - | 2000 QY130               | 24 agosto 2000   | LINEAR      |
| 97955 - | 2000 QB133               | 26 agosto 2000   | LINEAR      |
| 97956 - | 2000 QA135               | 26 agosto 2000   | LINEAR      |
| 97957 - | 2000 QB135               | 26 agosto 2000   | LINEAR      |
| 97958 - | 2000 QR137               | 31 agosto 2000   | LINEAR      |
| 97959 - | 2000 QM140               | 31 agosto 2000   | LINEAR      |
| 97960 - | 2000 QQ140               | 31 agosto 2000   | LINEAR      |
| 97961 - | 2000 QY140               | 31 agosto 2000   | LINEAR      |
| 97962 - | 2000 QC141               | 31 agosto 2000   | LINEAR      |
| 97963 - | 2000 QO141               | 31 agosto 2000   | LINEAR      |
| 97964 - | 2000 QD143               | 31 agosto 2000   | LINEAR      |
| 97965 - | 2000 QW143               | 31 agosto 2000   | LINEAR      |
| 97966 - | 2000 QN145               | 31 agosto 2000   | LINEAR      |
| 97967 - | 2000 QP146               | 31 agosto 2000   | LINEAR      |
| 97968 - | 2000 QT149               | 25 agosto 2000   | LINEAR      |
| 97969 - | 2000 QE150               | 25 agosto 2000   | LINEAR      |
| 97970 - | 2000 QO150               | 25 agosto 2000   | LINEAR      |
| 97971 - | 2000 QR150               | 25 agosto 2000   | LINEAR      |
| 97972 - | 2000 QV151               | 26 agosto 2000   | LINEAR      |
| 97973 - | 2000 QB165               | 31 agosto 2000   | LINEAR      |
| 97974 - | 2000 QD167               | 31 agosto 2000   | LINEAR      |
| 97975 - | 2000 QG168               | 31 agosto 2000   | LINEAR      |
| 97976 - | 2000 QL168               | 31 agosto 2000   | LINEAR      |
| 97977 - | 2000 QO169               | 31 agosto 2000   | LINEAR      |
| 97978 - | 2000 QS169               | 31 agosto 2000   | LINEAR      |
| 97979 - | 2000 QN170               | 31 agosto 2000   | LINEAR      |
| 97980 - | 2000 QQ170               | 31 agosto 2000   | LINEAR      |
| 97981 - | 2000 QH171               | 31 agosto 2000   | LINEAR      |
| 97982 - | 2000 QT171               | 31 agosto 2000   | LINEAR      |
| 97983 - | 2000 QH172               | 31 agosto 2000   | LINEAR      |
| 97984 - | 2000 QZ172               | 31 agosto 2000   | LINEAR      |
| 97985 - | 2000 QR173               | 31 agosto 2000   | LINEAR      |
| 97986 - | 2000 QH174               | 31 agosto 2000   | LINEAR      |
| 97987 - | 2000 QL175               | 31 agosto 2000   | LINEAR      |
| 97988 - | 2000 QN178               | 31 agosto 2000   | LINEAR      |
| 97989 - | 2000 QD186               | 26 agosto 2000   | LINEAR      |
| 97990 - | 2000 QG186               | 26 agosto 2000   | LINEAR      |
| 97991 - | 2000 QS186               | 26 agosto 2000   | LINEAR      |
| 97992 - | 2000 QL187               | 26 agosto 2000   | LINEAR      |
| 97993 - | 2000 QO187               | 26 agosto 2000   | LINEAR      |
| 97994 - | 2000 QV187               | 26 agosto 2000   | LINEAR      |
| 97995 - | 2000 QX187               | 26 agosto 2000   | LINEAR      |
| 97996 - | 2000 QG189               | 26 agosto 2000   | LINEAR      |
| 97997 - | 2000 QT189               | 26 agosto 2000   | LINEAR      |
| 97998 - | 2000 QY189               | 26 agosto 2000   | LINEAR      |
| 97999 - | 2000 QN190               | 26 agosto 2000   | LINEAR      |
| 98000 - | 2000 QZ197               | 29 agosto 2000   | LINEAR      |